# Smrt djevojčice sa žigicama (2023.)
Smrt djevojčice sa žigicama je hrvatski film redatelja, koscenarista, montažera i koproducenta Gorana Kulenovića i scenarista Zorana Ferića. Film je snimljen prema istoimenom romanu Ferića iz 2002. godine.
Svjetsku premijera filma prikazana je 19. srpnja 2023. na 70. Pula filmskom festivalu gdje je dobio ocjenu publike: 4,47, zatim iste godine, regionalnu premijeru 15. kolovoza na 29. Sarajevo filmskom festivalu, na 5. Rabskom filmskom festivalu 18. kolovoza u Zimskom, Ljetnom i kinu Kulica, i u Zagrebu, 13. rujna kinopremijeru u Cineplexx City Center One East-u, gdje je Kulenoviću dodjeljena nagrada publike 5. RAFF. Dan kasnije film je postao dostupan u svim kinima diljem Hrvatske.
Film se snimao od na otoku Rabu od 16. listopada do sredine studenoga 2021. godine.

## Radnja
Radnja se odvija na otoku Rabu u kasnu jesen 1992. godine. Patolog Fero, nakon razvoda se vraća na otok Rab gdje je proveo veći dio svog djetinjstva. Na sahrani kćerke svog prijatelja Globusa, male Mirne, Fero ubrzo zatim preko svog prijatelja Mungosa biva uvučen u istragu ubojstva rumunjske prostitutke. Dok među otočanima pokušavaju pronaći ubojicu, sve više ih proganjaju pogreške iz mladosti. I baš radi toga, Fero je prisiljen istragu nastaviti na svoju ruku.

## Glumačka postava
- Ozren Grabarić kao Fero
- Jelena Lopatić kao Franka
- Goran Navojec kao Mungos
- Borko Perić  kao Ranko
- Slavko Juraga  kao Fra Marijan
- Luka Petrušić kao Maskarin
- Slavko Sobin kao Globus
- Nikša Butijer kao Nik
- Vojislav Brajović kao Bobo
- Iva Babić kao Renata
- Aleksandra Stojaković  kao majka na plaži / pomoćnik mađioničara
- Sanja Milardović  kao doktorica
- Elma Juković kao Marillene
- Admir Šehović kao Stipe Striptiz
- Silvio Mumelaš  kao policajac
- Dušan Kovačević  kao Turpija
- Darko Stazić  kao voditelj psihijatrijske bolnice

## Produkcija
Film je sniman od strane hrvatskih producenata Antuna Bahata i Ivora Hadžiabdića produkcijskog studia Livada produkcija, i koproducenata Dušana Kovačevića iz bosankogercegovačkog produkcijskog studia Natenane produkcija te Mirsada Purivatre iz crnogoračkog produkcijskog studia Produkcija 2006. Film je financijski poduprt od strane HAVC-a, Filmskog centra Crne Gore, Ministarstva kulture i sporta kantona Sarajeva i Hrvatske radiotelevizije.

## Vanjske poveznice
- Službena stranica na stranici Livada Produkcije
- Službena stranica na Facebooku
- Službena stranica na Instagramu
- Smrt djevojčice sa žigicama u internetskoj bazi filmova IMDb-a